# Syscenus kapoo
Syscenus kapoo är en kräftdjursart som beskrevs av Bruce 2009. Syscenus kapoo ingår i släktet Syscenus och familjen Aegidae. Inga underarter finns listade i Catalogue of Life.